# Madracis pharensis
Espèce
Statut de conservation UICN

 LC  : Préoccupation mineure
Statut CITES
Madracis pharensis est une espèce de coraux appartenant à la famille des Astrocoeniidae ou la famille Pocilloporidae.

## Liste des formes
Selon World Register of Marine Species (14 août 2015) :
- forme Madracis pharensis f. luciphila Wells, 1973
- forme Madracis pharensis f. pharensis (Heller, 1868)